# Bacarri Rambo
Bacarri Jamon Rambo (Donalsonville, 27 giugno 1990) è un giocatore di football americano statunitense che gioca nel ruolo di safety per i Buffalo Bills della National Football League (NFL). Fu scelto nel corso del sesto giro (191º assoluto) del Draft NFL 2013 dai Washington Redskins. Al college ha giocato a football a Georgia.

## Carriera professionistica

### Washington Redskins
Rambo fu scelto nel corso del sesto giro del Draft 2013 dai Washington Redskins. Debuttò come titolare nella settimana 1 contro i Philadelphia Eagles, mettendo a segno 10 tackle e il suo primo sack su Michael Vick. La sua stagione da rookie si concluse con 43 tackle e un sack in 11 presenze, 3 delle quali come titolare. Fu svincolato il 16 settembre 2014.

### Buffalo Bills
Rambo firmò coi Buffalo Bills il 17 novembre 2014 dopo che il cornerback Leodis McKelvin fu inserito in lista infortunati. Nella settimana 15 mise a segno i primi due intercetti in carriera ai danni di Aaron Rodgers, contribuendo alla vittoria a sorpresa contro i Packers.
Nella settimana 10 della stagione 2015 contro i Jets, Rambo forzò due fumble (una dei quali ritornato in un touchdown cruciale) e mise a segno l'intercetto che chiuse la partita, venendo premiato come miglior difensore dell'AFC della settimana.

## Palmarès
- Difensore dell'AFC della settimana: 1

10ª del 2015

## Statistiche
| Partite totali      | 11  |
| Partite da titolare | 3   |
| Tackle              | 43  |
| Sack                | 1,0 |
| Intercetti          | 0   |

Statistiche aggiornate alla stagione 2013